# Kiến Giang
Kiến Giang là thị trấn huyện lỵ của huyện Lệ Thủy, tỉnh Quảng Bình, Việt Nam.

## Địa lý
Thị trấn Kiến Giang nằm ở trung tâm của vùng đồng bằng Lệ Thủy, bên sông Kiến Giang và có vị trí địa lý:
- Phía đông giáp xã Liên Thủy
- Phía tây giáp xã Xuân Thủy và xã Phong Thủy
- Phía nam giáp xã Xuân Thủy và Mai Thủy
- Phía bắc giáp xã Liên Thủy và xã Phong Thủy.

Thị trấn Kiến Giang có diện tích 3,14 km², dân số năm 2019 là 6.362 người, mật độ dân số đạt 2.026 người/km².
Thị trấn có địa hình bằng phẳng, thấp trũng vì nằm trên nền một đầm phá cũ. Do vậy hàng năm đều chịu ảnh hưởng của lũ lụt. Tổng diện tích tự nhiên của toàn thị trấn là 313,85 ha, trong đó đất nông nghiệp chiếm 55,8% diện tích, chủ yếu là đất trồng lúa (chiếm 47% tổng diện tích). Sông ngòi và ao hồ chiếm 5,7%.

## Hành chính
Thị trấn Kiến Giang được chia thành 3 tổ dân phố: Xuân Giang, Phong Giang, Thượng Giang.

## Lịch sử
Thị trấn Kiến Giang được thành lập vào ngày 13 tháng 6 năm 1986 trên cơ sở tách thôn Thượng Lưu của xã Liên Thủy; thôn Quảng Cư của xã Xuân Thủy và đội 4, đội 5 của thôn Hà Thanh (Thượng Phong ngày nay) thuộc xã Phong Thủy.
Sau khi thành lập, thị trấn có diện tích 357 ha, dân số là 6.200 người.
Năm 2010, thị trấn được chia thành 8 tổ dân phố ở 3 khu vực: Xuân Giang (các tổ 1, 2, 3), Phong Giang (tổ 4 và tổ 5), Thượng Giang (các tổ 6, 7, 8).
Ngày 23 tháng 1 năm 2017, Bộ Xây dựng ban hành Quyết định số 37/QĐ-BXD về việc công nhận thị trấn Kiến Giang mở rộng (gồm thị trấn Kiến Giang và 9 xã: Phong Thủy, Xuân Thủy, Liên Thủy, Lộc Thủy, An Thủy, Hồng Thủy, Thanh Thủy, Ngư Thủy Bắc, Cam Thủy) là đô thị loại IV.
Tháng 10 năm 2017, 8 tổ dân phố hợp nhất lại thành 3 tổ dân phố: Xuân Giang (gồm 3 khóm), Phong Giang (gồm 2 khóm) và Thượng Giang (gồm 3 khóm).

## Kinh tế - xã hội

### Kinh tế
Thị trấn Kiến Giang là trung tâm kinh tế quan trọng của huyện Lệ Thủy và cũng là trung tâm động lực của tiểu vùng Nam Quảng Bình.
Là địa phương thuần nông, với lợi thế nằm ở vùng trung tâm của huyện Lệ Thủy, những năm trở lại đây, tại thị trấn Kiến Giang phát triển các ngành nghề du lịch, dịch vụ, tiểu thủ công nghiệp...
Năm 1986, khi mới thành lập, thị trấn Kiến Giang, có tỷ lệ hộ tham gia sản xuất nông nghiệp hơn 70%. Đến nay, các ngành nghề dịch vụ, tiểu thủ công nghiệp tăng lên 60%. Tính đến cuối tháng 10 – 2012, thị trấn Kiến Giang có 52 loại ngành nghề khác nhau như: mộc dân dụng và mỹ nghệ; sản xuất gạch blóc; gò, hàn và làm cửa sắt, nhôm, kính, chế biến thịt hộp...

### Giáo dục
Một số cơ sở giáo dục đóng trên địa bàn:
- Trường THPT Lệ Thủy, đường Nguyễn Văn Trỗi, Xuân Giang
- Trường THPT Nguyễn Chí Thanh, 25 Võ Xuân Cẩn, Xuân Giang
- Trung tâm GDDN huyện Lệ Thủy, đường Tây Hồ, Thượng Giang
- Trường THCS Kiến Giang, 8 Võ Xuân Cẩn, Xuân Giang
- Trường Tiểu học số 1 Kiến Giang, 06 Trần Hưng Đạo, Thượng Giang
- Trường Tiểu học số 2 Kiến Giang, 22 Võ Xuân Cẩn, Xuân Giang
- Trường Mầm non Hoa Mai, đường về nhà lưu niệm Đại tướng Võ Nguyên Giáp, Phong Giang
- Trường Mầm non Kiến Giang, 3 Trần Quốc Toản, Thượng Giang
- Trường Mầm non mang tên Đại tướng Võ Nguyên Giáp, Phong Giang

### Y tế
Một số cơ sở y tế trên địa bàn:
- Bệnh viện đa khoa Lệ Thủy, 11 Lý Thường Kiệt, Xuân Giang
- Trạm y tế thị trấn Kiến Giang, 128 Hùng Vương, Thượng Giang

### Giao thông
Quốc lộ 9C (Đường tỉnh 16 rồi tỉnh lộ 565 cũ) bắt đầu từ ngã tư Cam Liên đi qua trung tâm thị trấn, nối liền Quốc lộ 1 với đường Hồ Chí Minh nhánh đông và tây là tuyến đường quan trọng trong việc liên kết kinh tế giữa thị trấn với các xã phía tây và phía đông.
Ba tuyến đường nội thị quan trọng của thị trấn là các đường: Hùng Vương, Lý Thường Kiệt, Nguyễn Tất Thành.
Sông Kiến Giang chảy qua trung tâm thị trấn là hệ thống giao thông đường thủy với các xã lân cận. Hiện nay, có ba cây cầu bắc qua sông nối liền các khu vực của thị trấn: 
- Cầu vượt Kiến Giang: khánh thành tháng 5 năm 2007, dài 589m, rộng 13m, nằm trên đường tỉnh 565.
- Cầu Phong Liên được xây dựng lại với kiến trúc hiện đại hoàn thành tháng 8 năm 2014, nằm trên đường Hùng Vương.
- Cầu Phong Xuân nối liền tổ dân phố Phong Giang với tổ dân phố Xuân Giang được xây dựng lại, hoàn thành vào tháng 8 năm 2016, nằm giữa đường Lý Thường Kiệt và đường Hùng Vương.

Bến xe Lệ Thủy nằm trên đường Trần Hưng Đạo thuộc tổ dân phố Thượng Giang là điểm dừng của nhiều tuyến xe khách quan trọng như: Lệ Thủy - Huế, Lệ Thủy - Đà Nẵng, Lệ Thủy - Đồng Hới, Lệ Thủy - Lao Bảo, Lệ Thủy - Vinh.

### Đường
Thị trấn Kiến Giang gồm các đường sau:
- Hùng Vương
- Lý Thường Kiệt
- Nguyễn Tất Thành
- Nguyễn Thị Minh Khai
- Nguyễn Văn Trỗi
- Võ Xuân Cẩn
- Dương Văn An
- Quang Trung
- Nguyễn Du
- Phan Đình Phùng
- Duy Tân
- Ngô Quyền
- Nguyễn Trãi
- Nguyễn Chí Diểu
- Hàm Nghi
- Cô Tám
- Mỹ Trung
- Phan Đình Phùng
- Trần Hưng Đạo
- Trần Cao Vân
- Lê Duẩn
- Tây Hồ
- Sào Nam
- Trần Quốc Toản
- 23 tháng 8
- Hoàng Hối Khanh

Và một số đường khác...